# Nikoline Nielsen (håndboldspiller)
 For alternative betydninger, se Nikoline Nielsen. (Se også artikler, som begynder med Nikoline Nielsen)
Nikoline Lindquist Nielsen (født 3. oktober 1987) er en tidligere dansk håndboldspiller. Hun spillede venstre back. Hun stoppede på topplan i Team Esbjerg i 2013 pga. skader.

## Klubholdet
I 2006-07 sæsonen var Nikoline Nielsen topscorer i 1. division. Hun blev ligaspiller, da hun skiftede fra 1. divisionsklubben Lyngby HK i 2007 til det daværende GOG. Da de gik sammen med Odense hf, fulgte hun med til Odense GOG, der siden blev til HC Odense. Før hun spillede i Lyngby HK spillede hun i Ålholm IF og  Hillerød.
Inden hun skiftede til Team Esbjerg i 2012, spillede hun for Slagelse FH.

## Landsholdet
Hun fik debut på det danske A-landshold 16. oktober 2007 og spillede i alt 9 landskampe, hvor hun scorede 11 mål. Efter at have været skadet i næsten to år, er hun atter blevet udtaget til landsholdet i august 2010.